# Inariyama-Schwert
Das Inariyama-Schwert (jap. 稲荷山鉄剣, Inariyama tekken, genauer: 稲荷山古墳出土鉄剣, Inariyama kofun shutsudo tekken, dt. „Eisenschwert der Inariyama-Hügelgrab-Ausgrabung“ oder allgemein auch: 金錯銘鉄剣, Kinsakumei Tekken, dt. „Eisenschwert mit eingelegter Goldinschrift“) ist ein Eisenlangschwert, das 1968 im Inariyama-Hügelgrab (Kofun) der Sakitama-Kofungruppe in der Präfektur Saitama ausgegraben wurde.
1978 enthüllte eine Röntgenstrahlenuntersuchung 115 goldene Schriftzeichen, die beidseitig in die Klinge eingelegt sind. Das Schwert wurde 1983 zusammen mit anderen Grabbeigaben als Nationalschatz (Kategorie: Archäologische Materialien) deklariert. Es ist heute im Besitz des „Präfekturmuseums der historischen Stätte Sakitama, Saitama“ (Museum of The Sakitama Ancient Burial Mounds), wo es in einem Glaskasten unter Stickstoffatmospäre ausgestellt ist. Die Klinge des Schwertes ist 73,5 cm lang.

## Inschriften
Die Inschriften, die aus 115 Schriftzeichen bestehen, befinden sich als Einlegearbeiten aus Gold auf beiden Klingenseiten. Sie sind als historische Quellen für das japanische Altertum von großer Bedeutung. Zum einen ermöglichen sie die Verifizierung von Datierungen, zum anderen handelt es sich bei diesen Inschriften auch um die frühsten schriftsprachlichen Dokumente Japans. Die Inschriften des Schwertes lauten wie folgt:
Vorderseite: 

「辛亥年七月中記乎獲居臣上祖名意富比垝其児多加利足尼其児名弖已加利獲居其児名多加披次獲居其児名多沙鬼獲居、其児名半弖比」

„辛亥の年七月中、記す。ヲワケの臣。上祖、名はオホヒコ。其の児,(名は）タカリのスクネ。其の児、名はテヨカリワケ。其の児、名はタカヒ（ハ）シワケ。其の児、名はタサキワケ。其の児、名はハテヒ.“

„[Ich,] Wowake-no-omi, habe [diese Inschrift] im siebten Monat des Jahres Kanotoi/Shingai [471 n. Chr.] aufgezeichnet. Der Name meines Vorfahren lautete Ōhiko. Sein Sohn war Takari-no-sukune. Dessen Sohn hieß Teyokari-wake. Der Name seines Sohnes lautete Takahishi-wake. Dessen Sohn hieß Tasaki-wake. Der Name seines Sohnes lautete Hatehi.“

Rückseite: 

「其児名加差披余其児名乎獲居臣世々爲杖刀人首奉事來至今獲加多支鹵大王寺在斯鬼宮時吾左治天下令作此百練利刀記吾奉事根原也」

„其の児、名はカサヒ（ハ）ヨ。其の児、名はヲワケの臣。世々、杖刀人の首と為り、奉事し来り今に至る。ワカタケ（キ）ル（ロ）の大王の寺、シキの宮に在る時、吾、天下を左治し、此の百練の利刀を作らしめ、吾が奉事の根原を記す也.“

„Sein Sohn hieß Kasahiyo. Sein Sohn bin ich, Wowake-no-omi. Von Generation zu Generation diente meine Familie als Anführer der Schwertträger den Großkönigen bis zum heutigen Tag. Als der Hof des Großkönigs Wakatakeru im Palast von Shiki weilte, half ich [ihm] zu regieren, und ließ dieses wieder und wieder gehärtete, sehr scharfe Schwert herstellen, das den Ursprung meines Dienstes verzeichnet.“

Die Zeitangabe Kanotoi bzw. Shingai wird nach dem 60-Jahre-Zyklus mit dem Jahr 471 n. Chr. gleichgesetzt. Ein weiterer Erklärungsansatz setzt das Jahr 531 n. Chr. mit der Angabe gleich. In Zusammenhang mit der Inschrift auf dem Eta-Funayama-Schwert, das in der Präfektur Kumamoto ausgegraben wurde, nimmt man an, dass es sich beim Großkönig Wakatakeru um Ōhatsuse-wakatakeru-no-mikoto handelt. Dieser im Nihongi erwähnte Name ist eine Namensvariante für Tennō Yūryaku.